# Waves (chanson)
Pour les articles homonymes, voir Waves.
Singles de Mr Probz
Another You
(2015)
Waves est une chanson du chanteur néerlandais Mr Probz sortie le 22 novembre 2013 sous le label Epic Records.

## Liste des pistes
| 1. | Waves | 2:54 |

## Classement hebdomadaire
| Classement                              | Meilleure position |
| --------------------------------------- | ------------------ |
| Australie (ARIA)                        | 3                  |
| Belgique (Flandre Ultratop 50 Singles)  | 1                  |
| Belgique (Wallonie Ultratop 50 Singles) | 2                  |
| France (SNEP)                           | 31                 |
| Nouvelle-Zélande (RMNZ)                 | 3                  |
| Pays-Bas (Nederlandse Top 40)           | 5                  |

## Waves (Robin Schulz Remix)
Singles de Mr Probz
Another You
(2015)
Singles par Robin Schulz
Prayer in C
(2014)
Une version remixée de Waves par le disc jockey allemand Robin Schulz sort le 7 janvier 2014.

### Liste des pistes
| 1. | Waves (Robin Schulz Remix)      | 3:23 |
| 2. | Waves (Robin Schulz Radio Edit) | 3:30 |
| 3. | Waves (Original Edit)           | 3:54 |

### Classement hebdomadaire
| Classement                         | Meilleure position |
| ---------------------------------- | ------------------ |
| Allemagne (Media Control AG)       | 1                  |
| Autriche (Ö3 Austria Top 40)       | 1                  |
| Danemark (Tracklisten)             | 3                  |
| Espagne (PROMUSICAE)               | 2                  |
| États-Unis (Hot 100)               | 14                 |
| Finlande (Suomen virallinen lista) | 3                  |
| France (SNEP)                      | 3                  |
| Italie (FIMI)                      | 2                  |
| Norvège (VG-lista)                 | 1                  |
| Royaume-Uni (UK Singles Chart)     | 1                  |
| Suède (Sverigetopplistan)          | 1                  |
| Suisse (Schweizer Hitparade)       | 1                  |